# ジェイク・ジレンホール
- ジェイク・ギレンホール

ジェイク・ジレンホール（英: Jake Gyllenhaal, 1980年12月19日 - ）は、アメリカ合衆国の俳優。身長183cm。スウェーデン系「Gyllenhaal」の発音は「ユレンハール」表記が近いが、出身地アメリカでの発音は「ジレンホール」表記が近い。日本では「ギレンホール」表記が定着している。

## 生い立ち
米国カリフォルニア州ロサンゼルスにて、ジェイコブ・ベンジャミン・ジレンホールとして生まれた。父親は映画監督のスティーヴン・ジレンホール、母親は脚本家のナオミ・フォナー、姉は女優のマギー・ジレンホールである。父方からはスウェーデン人の、母方からはユダヤ人の血を引く。
1998年にロサンゼルス市内のハイスクールを卒業。コロンビア大学に進学したが、キャリアを優先するために2年で中退。

## キャリア
1991年公開の『シティ・スリッカーズ』でビリー・クリスタルの息子役でデビュー。1999年公開の『遠い空の向こうに』で映画初主演を果たし、批評家から高い評価を受ける。2001年公開の『ドニー・ダーコ』では主人公ドニーを演じ､インディペンデント・スピリット賞主演男優賞候補へ。以後、米国期待の若手俳優として注目を浴びた。
2002年にはウエスト・エンドでケネス・ロナーガンの舞台『This is Our Youth』に出演。
2004年にはローランド・エメリッヒ監督・脚本・制作の超大作『デイ・アフター・トゥモロー』に、主人公の子息の準主役で出演。世界的な知名度を得た。
2005年公開の『ブロークバック・マウンテン』では愛の欲望に忠実なジャックを演じ、英国アカデミー賞 助演男優賞を受賞、アカデミー助演男優賞にノミネートされた。
国際的にも人気があり、『ピープル』誌が選ぶ「最も美しい人50人」のひとりに選ばれており、同誌の「2006年の最もセクシーな独身男性」にも選出されている。
2015年5月に開催された第68回カンヌ国際映画祭のコンペティション部門で審査員を務めた。
様々に役柄を演じることからカメレオン俳優とも評される。

## 私生活
「ジレンホール」という姓は、スウェーデン系の中でも珍しい。意味は「金の部屋」で、中世に王族から与えられた名誉ある姓だと説明している。「かつては誰もレオナルド・ディカプリオの姓をきちんと発音できなかったが今ではみんな当り前に綴れるようになった。自分もスターになればこの姓も珍しいものではなくなる」と語っている。また、この姓の発音の仕方が難しいのを認めており、自身が発音の仕方を教えたことがある。
かつてジェイミー・キング、ナタリー・ポートマンなどと交際。姉の友人でもある女優のキルスティン・ダンストと2002年9月頃から交際を始め、その後何度かオン・オフ状態の繰り返しを経て、2005年12月頃までに破局。2007年から女優のリース・ウィザースプーンと交際、2009年11月に破局。2010年には一時、歌手のテイラー・スウィフトと交際し騒がれた。
女優のジェイミー・リー・カーティスは後見人である。自身は『ブロークバック・マウンテン』で共演したヒース・レジャーとミシェル・ウィリアムズの長女マチルダの後見人となっている。

## フィルモグラフィ
※役名の太字表記は主演。

### 映画
| 年   | 題名                                                                  | 役名                                                  | 備考                                                                     | 吹替                                                                                                   |
| ---- | --------------------------------------------------------------------- | ----------------------------------------------------- | ------------------------------------------------------------------------ | --- |
| 1991 | シティ・スリッカーズ City Slickers                                    | ダニー・ロビンス                                      |                                                                          | 真柴摩利（VHS版） 一柳みる（テレビ東京版）                                                             |
| 1993 | ジョッシュ・アンド・サム Josh and S.A.M.                              | レオン                                                |                                                                          | |
| 1993 | 欲望 A Dangerous Woman                                                | エドワード                                            | ジェイコブ・ジレンホール名義                                             | |
| 1998 | ホームグロウン Homegrown                                              | ジェイク / ブルー・カハン                             |                                                                          | |
| 1999 | 遠い空の向こうに October Sky                                          | ホーマー・ヒッカム                                    | 三木眞一郎                                                               | |
| 2001 | ドニー・ダーコ Donnie Darko                                           | ドナルド・J・“ドニー”・ダーコ                         | 猪野学                                                                   | |
| 2001 | バブル・ボーイ Bubble Boy                                             | ジミー・リヴィングストン                              | 関智一                                                                   | |
| 2001 | ラブリー・アンド・アメイジング Lovely & Amazing                       | ジョーダン                                            |                                                                          | |
| 2002 | ハイウェイ Highway                                                    | パイロット・ケルソン                                  |                                                                          | |
| 2002 | ムーンライト・マイル Moonlight Mile                                   | ジョー・ナスト                                        | 野島健児                                                                 | |
| 2002 | グッド・ガール The Good Girl                                          | トーマス・“ホールデン”・ワルサー                      | 高橋広司                                                                 | |
| 2003 | アビー・シンガー Abby Singer                                          | 本人                                                  | カメオ出演                                                               | |
| 2004 | デイ・アフター・トゥモロー The Day After Tomorrow                     | サム・ホール                                          |                                                                          | 浪川大輔（ソフト版） 野島健児（テレビ朝日版）                                                          |
| 2005 | ブロークバック・マウンテン Brokeback Mountain                         | ジャック・ツイスト                                    | 英国アカデミー賞 助演男優賞 受賞 アカデミー助演男優賞 ノミネート         | 東地宏樹                                                                                               |
| 2005 | ジャーヘッド Jarhead                                                  | アンソニー・スオフォード（スウォフ）                  |                                                                          | 鉄野正豊                                                                                               |
| 2005 | プルーフ・オブ・マイ・ライフ Proof                                    | ハロルド・“ハル”・ドブズ                              | 今井朋彦                                                                 | |
| 2007 | ゾディアック Zodiac                                                   | ロバート・グレイスミス                                | 川島得愛                                                                 | |
| 2007 | レンディション Rendition                                              | ダグラス・フリーマン                                  |                                                                          | |
| 2009 | マイ・ブラザー Brothers                                               | トミー・ケイヒル                                      | 高橋広樹                                                                 | |
| 2010 | プリンス・オブ・ペルシャ/時間の砂 Prince of Persia: The Sands of Time | ダスタン王子                                          | 高橋広樹                                                                 | |
| 2010 | ネイルド Nailed                                                       | ハワード・バードウェル                                |                                                                          | |
| 2010 | ラブ & ドラッグ Love and Other Drugs                                  | ジェイミー･ランドール                                 | ゴールデングローブ賞 主演男優賞（ミュージカル・コメディ部門） ノミネート | 浪川大輔                                                                                               |
| 2011 | ミッション: 8ミニッツ Source Code                                     | コルター・スティーヴンス                              |                                                                          | 高橋広樹                                                                                               |
| 2012 | エンド・オブ・ウォッチ End of Watch                                   | ブライアン・テイラー                                  | 兼製作総指揮                                                             | 玉木雅士                                                                                               |
| 2013 | プリズナーズ Prisoners                                                | ロキ刑事                                              |                                                                          | 高橋広樹（ソフト版） 東地宏樹（BSジャパン版）                                                          |
| 2013 | 複製された男 Enemy                                                    | アダム・ベル、 アントニー・クレール                   | 高橋広樹                                                                 | |
| 2014 | ナイトクローラー Nightcrawler                                         | ルー・ブルーム                                        | 高橋広樹                                                                 | 兼製作 ゴールデングローブ賞 主演男優賞（ドラマ部門） ノミネート 英国アカデミー賞 主演男優賞 ノミネート |
| 2015 | 世界にひとつのロマンティック Accidental Love                          | ハワード                                              |                                                                          | 真殿光昭                                                                                               |
| 2015 | サウスポー Southpaw                                                   | ビリー・ホープ                                        | 高橋広樹                                                                 | |
| 2015 | 雨の日は会えない、晴れた日は君を想う Demolition                       | デイヴィス・ミッチェル                                | 高橋広樹                                                                 | |
| 2015 | エベレスト 3D Everest                                                 | スコット・フィッシャー                                | 山寺宏一                                                                 | |
| 2016 | ノクターナル・アニマルズ Nocturnal Animals                            | エドワード・シェフィールド、 トニー・ヘイスティングス | 加瀬康之                                                                 | |
| 2017 | ライフ Life                                                           | デビッド・ジョーダン                                  | 北田理道                                                                 | |
| 2017 | ボストン ストロング 〜ダメな僕だから英雄になれた〜 Stronger           | ジェフ・ボウマン                                      | 兼製作                                                                   | 高橋広樹                                                                                               |
| 2018 | ワイルドライフ Wildlife                                               | ジェリー・ブリンソン                                  | 兼製作                                                                   | （吹き替え版なし）                                                                                     |
| 2018 | ゴールデン・リバー The Sisters Brothers                               | ジョン・モリス                                        |                                                                          | （吹き替え版なし）                                                                                     |
| 2019 | スパイダーマン:ファー・フロム・ホーム Spider-Man: Far From Home       | クエンティン・ベック / ミステリオ                     | 高橋広樹                                                                 | |
| 2021 | スピリット 未知への冒険 Spirit Untamed                                | ジェームズ・プレスコット                              | 声の出演                                                                 | 武田太一                                                                                               |
| 2021 | スパイダーマン:ノー・ウェイ・ホーム Spider-Man: No Way Home           | クエンティン・ベック / ミステリオ                     | アーカイブ映像                                                           | 高橋広樹                                                                                               |
| 2022 | アンビュランス Ambulance                                              | ダニー・シャープ                                      |                                                                          | 高橋広樹                                                                                               |
| 2022 | ストレンジ・ワールド/もうひとつの世界 Strange World                   | サーチャー・クレイド                                  | 声の出演                                                                 | 原田泰造                                                                                               |
| 2024 | コヴェナント/約束の救出 Guy Ritchie's The Covenant                    | ジョン・キンリー曹長                                  |                                                                          | 高橋広樹                                                                                               |
| TBA  | The Division                                                          | TBA                                                   |                                                                          | |
| TBA  | Rio                                                                   | TBA                                                   |                                                                          | |
| TBA  | Finest Kind                                                           | TBA                                                   |                                                                          | |
| TBA  | In the Grey                                                           | TBA                                                   |                                                                          | |
| TBA  | Prophet                                                               | Prophet                                               |                                                                          | |

#### WEB配信映画
| 年   | 題名                                                      | 役名                         | 配信局             | 備考   | 吹替     | ft.    |
| ---- | --------------------------------------------------------- | ---------------------------- | ------------------ | ------ | -------- | ------ |
| 2017 | オクジャ/okja Okja                                        | ジョニー・ウィルコックス博士 | Netflix            |        | 高橋広樹 |        |
| 2019 | ベルベット・バズソー: 血塗られたギャラリー Velvet Buzzsaw | モーフ・ヴァンデウォルト     | Netflix            | [ 18 ] | 高橋広樹 |        |
| 2021 | THE GUILTY/ギルティ The Guilty                            | ジョー・ベイラー             | Netflix            | 兼製作 | 内田夕夜 | [ 19 ] |
| 2024 | ロードハウス/孤独の街 Road House                          | エルウッド・ダルトン         | Amazon Prime Video |        | 高橋広樹 |        |
| TBA  | Road House 2                                              | エルウッド・ダルトン         | Amazon Prime Video | TBA    |          |        |

### テレビシリーズ

#### WEB配信ドラマ
| 年   | 題名                       | 役名               | 配信局    | 備考         | 吹替     |
| ---- | -------------------------- | ------------------ | --------- | ------------ | -------- |
| 2024 | 推定無罪 Presumed Innocent | ラスティ・サビッチ | Apple TV+ | 兼製作総指揮 | 高橋広樹 |

## 舞台
※役名の太字表記は主演。
| 年   | 題名           | 役名     |
| ---- | -------------- | -------- |
| 2025 | オセロ Othello | オセロー |

## 日本語吹き替え
『マイ・ブラザー』以降、大半の作品で高橋広樹が担当しており、ほぼ専属（フィックス）になっている。
高橋はギレンホールについて「彼は、出演する映画毎に役作りがとても深いので、楽しみです」と語っている。
この他にも、野島健児、浪川大輔、東地宏樹なども複数回、声を当てている。